# Пянтежская волость
Пянтежская волость — низшая административно-территориальная единица в составе Чердынского уезда Пермской губернии Российской Империи (до 1917 года) и РСФСР (до 1923). Волостной центр — с. Пянтег. Ныне территория Чердынского района Пермского края России.

## Состав
На 1913 год — 84 населённых пункта.
- Абаг
- Амбор
- Анцикурова (Лом)
- Аршакова
- Байдыры
- Баяндина
- Березник
- Большакова (Лакшар)
- Большая Аниковская
- Большая Долда
- Большая Фролова
- Большой Таг-Яшер
- Бутина (Порошина)
- Верхнее Керчево
- Верхний Шакшер
- Вилесова
- Выставка (Березник)
- Гари
- Гильшер
- Горбунова
- Гремячева
- Данькова
- Демина
- Дуброва
- Желобиха
- Желтовских
- Зелвы
- Иванова
- Илевник
- Исады
- Исакова
- Исток
- Кирьянова
- Козырь
- Кондратьева Слобода
- Коэпты
- Кулакова
- Лимеж
- Липовый Мыс
- Лобанов (Чебаков)
- Лукоянова
- Макарова
- Малая Аниковская
- Малая Долда
- Малая Фролова
- Малый Пашиб
- Малый-Таг-Яшер
- Мараков
- Матвеева
- Междуречье
- Мелехина
- Митрофанова
- Могильник
- Могильникова
- Найданова
- Нижнее Керчево
- Пальник
- Парамонов
- Пашиб
- Пашкова
- Петухова
- Печинки
- Плоская (Вятчаны)
- Порошина
- Пянтег
- Пянтег — волостной центр
- Редикор
- Редькин
- Русанов
- Русинов выселок
- Русинова
- Сартакова
- Суземье
- Сурсяки
- Тошиб
- Тушина
- Усть-Уролка
- Хмельник
- Чащина
- Челва
- Чувашева
- Шакшер
- Шишигина
- Яранина